# Transmitancja uchybowa
Transmitancja uchybowa {\displaystyle G_{u}(s)} – równa stosunkowi transformat uchybu regulacji {\displaystyle e(s)} do wartości zadanej {\displaystyle x(s),} czyli:
{\displaystyle G_{u}(s)={\frac {e(s)}{x(s)}}={\frac {1}{1+G_{Z}(s)}},}
gdzie:
{\displaystyle G_{Z}(s)} – transmitancja układu zamkniętego, czyli z uwzględnieniem sprzężenia zwrotnego.
Uchyb regulacji {\displaystyle e} to różnica między sygnałem zadanym {\displaystyle x,} czyli żądaną wartością wielkości regulowanej, a wielkością regulowaną {\displaystyle y{:}}
{\displaystyle e(t)=x(t)-y(t).}
Uchyb regulacji {\displaystyle e(s)} można przedstawić przy pomocy dwóch składowych:
{\displaystyle e(t)=e_{p}(t)+e_{ust},}
gdzie:
{\displaystyle e_{p}} – składowa przejściowa uchybu,
{\displaystyle e_{ust}} – uchyb ustalony, przy czym: {\displaystyle e_{ust}=\lim _{t\to \infty }e(t)=\lim _{s\to 0}se(s).}
Znając transmitancję uchybową oraz transformatę sygnału zadanego, można wyznaczyć transformatę uchybu regulacji. Jest ona równa:
{\displaystyle e(s)=x(s)\cdot G_{u}(s).}